# Catacombe van Pontianus

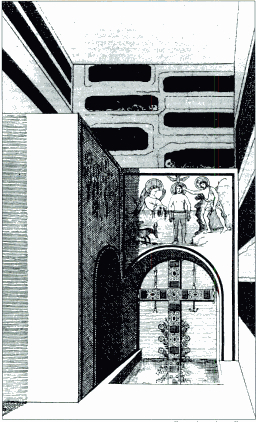
De Doopkapel in de Pontianus-catacombe

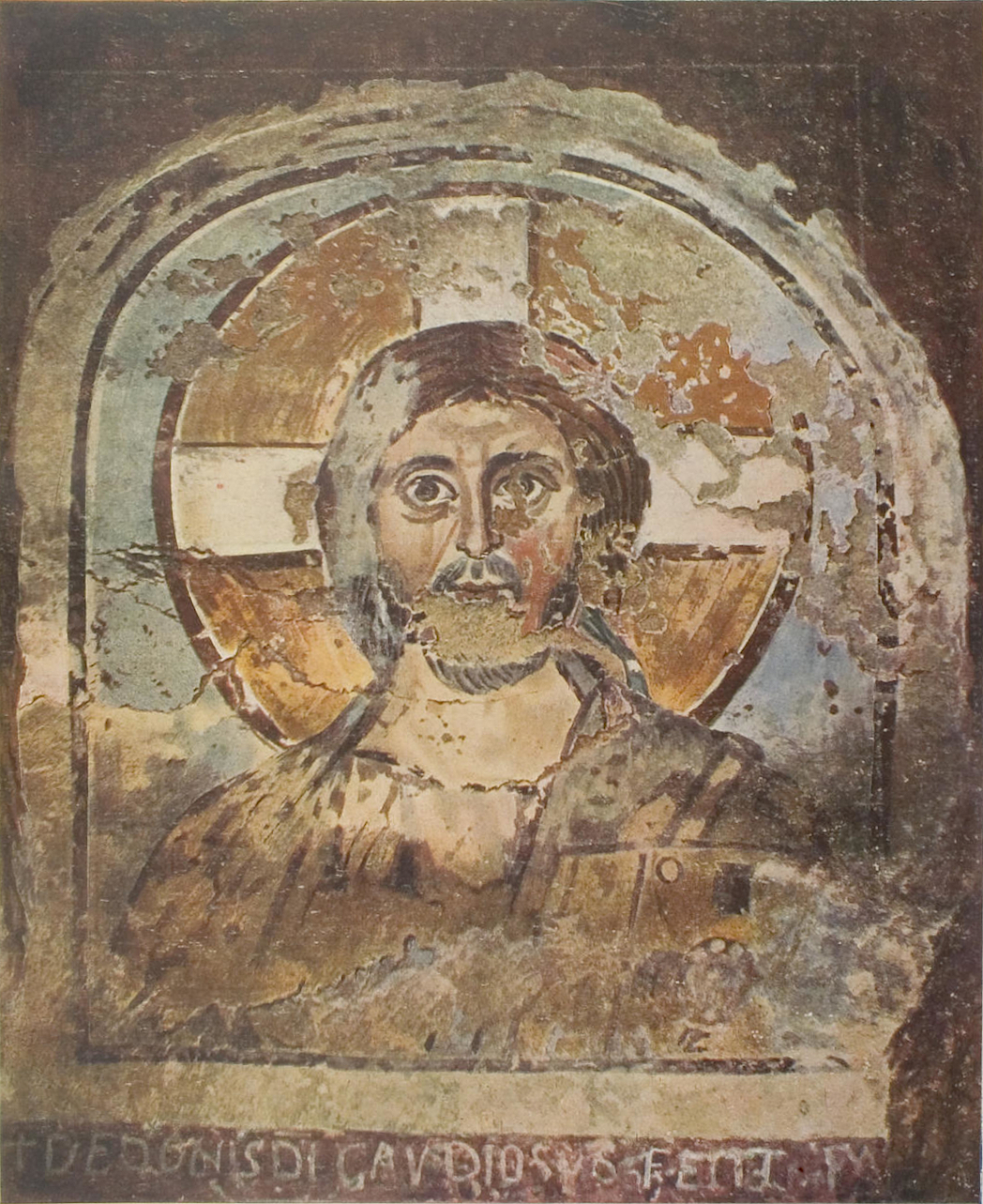
Jezus afgebeeld boven de trap naar de Doopkapel

De Catacombe van Pontianus of Pontianus-catacombe (Italiaans: Catacombe di Ponziano) is een van de catacombecomplexen in de Italiaanse stad Rome. De catacombe ligt nabij de Via Portuensis in de heuvel Monteverde in de wijk Gianicolense.

## Geschiedenis
Het catacombecomplex is waarschijnlijk vernoemd naar de rijke Romeinse patriciër Pontianus (en niet naar Paus Pontianus), die in de tijd van Alexander Severus leefde. De catacombe zou volgens de archeoloog Armellini al voor de 3e eeuw zijn gebruikt voor begrafenissen, terwijl ze haar hoogtepunt in de 4e eeuw had. Daarna zou de catacombe vanwege een doopruimte nog tot in de 7e eeuw in gebruik zijn geweest.
In de negende eeuw verplaatste paus Sergius II de lichamen van de pausen Anastasius I en Innocentius I naar de San Martino ai Monti in een poging hen te redden van de vernietiging tijdens de Lombardische invasie.
Op 22 juli 1618 werd de catacombe herontdekt en Antonio Bosio bezocht die plek. Op 29 juli bezocht hij de plek opnieuw samen met een schilder en twee arbeiders om daar de catacombe op te graven. Na drie uur graven bereikten ze de belangrijkste kamers.
In 1884 werd het catacombecomplex opnieuw onderzocht door de Italiaanse archeoloog Mariano Armellini. Hij ontdekte een galerij van meer dan 70 meter lange gang die geflankeerd werd door diverse crypten.
Vanwege van instortingen en de instabiele ondergrond is de catacombe niet te bezoeken.

## Martelaren en heiligen
In de catacombe werden onder andere enkele martelaren en heiligen begraven, te weten:
- Paus Anastasius I[2]
- Paus Innocentius I[2]
- Abdon en Sennen
- Milix en Vincent
- Sint-Pollio
- Sint-Candida
- Sint-Pigmenius
- Sint-Quirinus van Rome

## Ruimtes en kunstwerken
De catacombe bestaat onder andere uit:
- Een toegangstrap met buste van een zegenende Jezus met grote ogen en een baard in Byzantijnse stijl.
- Daarna links een kleine kamer met daarin afbeeldingen van de ark van Noach en Mozes en het wonder van de rots.
- Verderop een afbeelding van drie personen in het vuur en Jezus met de twaalf apostelen.
- Een trap met tien marmeren treden die leidt naar een doopruimte, daterend uit de 6e-73 eeuw, met in de vloer een uitgehouwen bassin van een meter breed, 1,35 meter lang en 1,14 meter diep, waarin water staat afkomstig uit een bron. Boven het bassin is een afbeelding aangebracht die de doop van Christus toont, met ernaast een afbeelding van een engel met daaronder een afbeelding van een hert. Boven het bassin is een boog aangebracht waaronder op de achterwand een crux gemmata (kruis met stenen) geschilderd die uit het water lijkt op te stijgen, waarbij op de armen van het kruis twee kandelaars staan en eronder de Griekse letters α en ω hangen. Verder worden er ook twee heiligen getoond met hun namen ernaast weergegeven: Milix en Bicentius (Vincenzo).
- 70 meter lange galerij die zes keer doorsneden wordt, geflankeerd door diverse crypten.
  - Grote crypte met marmeren sarcofaag in elliptische vorm.
- Een kamer met de naam del Navicellario, waarbij in een arcosolium een schip afgebeeld wordt met een lading amforen en op het gewelf de Goede Herder wordt getoond.
- Een kamer waarvan het gewelf en de wanden versierd zijn met geometrische vormen.